# Passalus morio
Passalus morio (лат.) — вид сахарных жуков рода Passalus из семейства пассалиды (Passalidae). Неотропика (Боливия, Бразилия, Колумбия, Гвиана, Парагвай, Суринам и Аргентина). Длина около 3 см (25,1—28,0 мм). Чёрные, блестящие. Отличается следующими признаками: плечи с редким опушением у основания; вершина центрального бугорка головы не свободна, сросшаяся с лобными гребнями; антеннальная булава с 3 ламеллями. Крылья развиты (макроптерные). Передний край лица прямой или почти прямой, без вторичных медиально-фронтальных бугорков; центральный бугорок со свободной вершиной, сросшийся с лобными гребнями (подрод Pertinax). Максила с лациниями, двузубчатыми в апикальной трети. Медиобазальный участок ментума выступающий. Простернеллум ромбовидный.